# Călinești (gmina w okręgu Ardżesz)
Călinești – gmina w Rumunii, w okręgu Ardżesz. Obejmuje miejscowości Călinești, Cârstieni, Ciocănești, Glodu, Gorganu, Radu Negru, Râncăciov, Udeni-Zăvoi, Urlucea, Valea Corbului, Văleni-Podgoria i Vrănești. W 2011 roku liczyła 10 872 mieszkańców.